# Julien El Fares
Julien El Fares, né le 1er juin 1985 à Manosque, est un coureur cycliste français. Professionnel entre 2008 et 2021, son palmarès comprend notamment une étape de Tirreno-Adriatico gagnée en 2009.

## Biographie
Julien El Fares est né le 1er juin 1985 à Manosque (Alpes-de-Haute-Provence). Un de ses grand-pères, harki musulman, fuit son pays et s'installe à Manosque à l'issue de la guerre d'Algérie pour éviter les massacres. Son père, lui aussi de confession musulmane, est dirigeant d'une entreprise de charpenterie, tandis que sa mère est chrétienne. El Fares se définit lui-même comme athée, et son nom de famille signifie « le cavalier » en arabe. Très tôt intéressé par le vélo, il commence le cyclisme à l'âge de deux ans et prend sa première licence à six ans à l'EPM Manosque.
Alors méconnu du grand public, il se révèle en 2009 en remportant la première étape du Tirreno-Adriatico 2009. Il s'impose à l'issue d'une longue échappée, battant au sprint Vladimir Duma,.
Il termine finalement 14e du classement général, après avoir été leader deux journées. Il gagne malgré tout le classement par points. Il remporte fin juillet le Tour de Wallonie, une course classée 2.HC dans le calendrier de l'UCI Europe Tour 2009. Il succède ainsi à Pascal Chanteur, dernier vainqueur français en 1990.
Le 13 février 2010, alors qu'il est échappé lors de la quatrième étape du Tour méditerranéen avec Dominique Cornu et Jonathan Thiré, l'étape est neutralisée à cause du risque de pluies verglaçantes. Le jury des commissaires décide de lui attribuer la victoire. Il confirme la semaine suivante son bon début de saison en terminant à la troisième place du Tour du Haut-Var. Lors du Tour de France en juillet, il figure dans un groupe de trois échappés lors de la 5e étape, repris à 4 km de l'arrivée. Il termine ce Tour à la 27e place du classement général et à la quatrième du classement des jeunes.
En 2012, El Farès rejoint l'équipe Type 1-Sanofi et termine 2e du Tour du Haut-Var. 
Il signe l'année suivante un contrat avec la formation Sojasun dirigée par l'ancien coureur cycliste breton Stéphane Heulot.
Sojasun disparait des pelotons à la fin de la saison 2013 et El Fares se voit proposer un contrat par l'Équipe continentale La Pomme Marseille 13. À la fin de la saison 2014, le site Internet du quotidien La Provence annonce que le coureur prolonge son contrat avec celle-ci.
En 2015 il se classe deuxième de Paris-Troyes au mois de mars. En fin de saison il est troisième du Tour de Hainan, il remporte aussi le classement des grimpeurs de cette course.
Il lance sa saison 2017 par une 4e sur le GP La Marseillaise et passe proche de la victoire sur le Tour du Haut-Var, 2e de la deuxième étape remportée par Julien Simon, duquel il prend la 10e place au général. Il enchaîne par le Tour La Provence où il se classe 6e du général. En mars, il retrouve le départ de Paris-Nice (37e) qu'il n'avait pas couru depuis 2013. Sur cette première partie de saison, il se distingue sur deux courses d'un jour françaises, Paris-Camembert (17e) et les Boucles de l'Aulne (6e). 
En 2018, il connait ses principaux résultats sur sa dernière course de la saison, le Tour de Hainan, 4e et 3e d'étape, montant sur la troisième marche du podium final.
Il réalise une saison 2019 complète, ayant des résultats de février à novembre. Mi-février, il termine 8e d'étape sur le Tour de La Provence, il est seulement précédé par Sep Vanmarcke sur la première étape du Tour du Haut-Var (8e du général) et réalise en mars un top 10 sur Paris-Nice, 7e au col de Turini. Le 16 avril, il se classe 5e de Paris-Camembert puis, en mai, 12e du Tour de l'Ain. Il connait un mois de juin faste, 8e du GP de Plumelec, 3e le lendemain sur les Boucles de l'Aulne, 7e du Tour de Luxembourg, 4e de la première édition du Mont Ventoux Dénivelé Challenges, 7e d'étape sur la Route d'Occitanie et 20e du championnat de France.
Le 14 décembre 2020, la WorldTeam EF Pro Cycling annonce son arrivée pour la saison 2021. Il retrouve à cette occasion ses anciens coéquipiers Fumiyuki Beppu et Hideto Nakane. À l'issue de la saison, son contrat s'arrête et il met un terme à sa carrière.
En septembre 2023, il devient directeur du magasin Éléments cycles basé à Sainte-Tulle dans les Alpes-de-Haute-Provence .

## Style

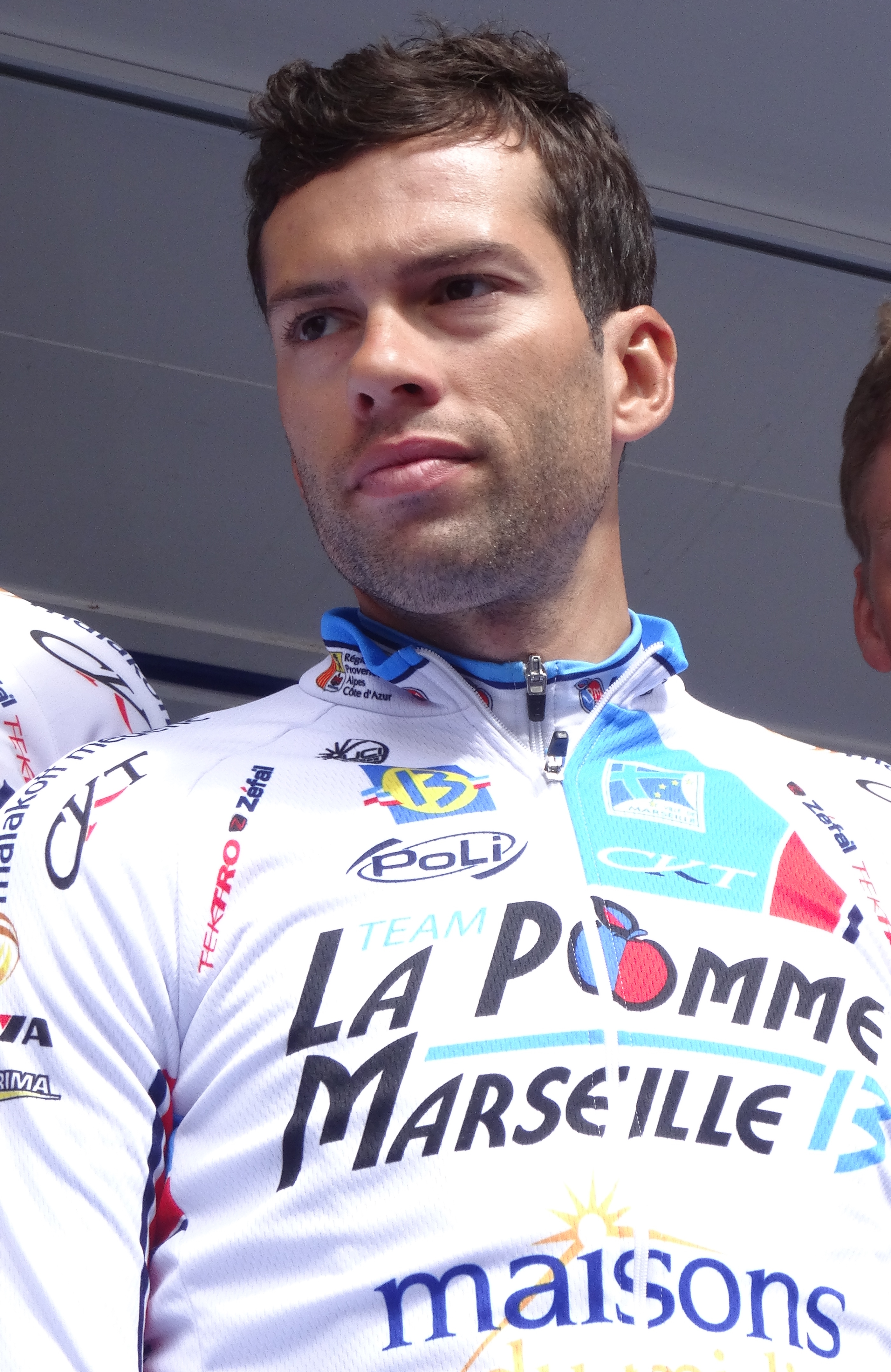
Julien El Fares lors des Quatre Jours de Dunkerque 2014, il fait partie de l'équipe cycliste La Pomme Marseille 13.

Julien El Farès se définit comme un grimpeur, avec une prédilection pour les côtes courtes et raides de deux ou trois kilomètres.

## Palmarès
- 2005
  - 3e du Grand Prix d'Antibes
  - 3e du Grand Prix de Vougy
- 2006
  - 1re étape du Tour des Pyrénées
  - 3e du Grand Prix de Peymeinade
- 2007
  - 3e du Grand Prix Souvenir Jean-Masse
- 2009
  - 1re étape de Tirreno-Adriatico
  - Classement général du Tour de Wallonie
- 2010
  - 4e étape du Tour méditerranéen
  - 3e du Tour du Haut-Var
- 2011
  - 2e de la Polynormande
- 2012
  - 2e du Tour du Haut-Var
- 2015
  - 2e de Paris-Troyes
  - 3e du Tour de Hainan
- 2018
  - 3e du Tour de Hainan
- 2019
  - 3e des Boucles de l'Aulne

## Résultats sur les grands tours

### Tour de France
3 participations
- 2010 : 27e
- 2011 : 40e
- 2013 : 81e

### Tour d'Espagne
1 participation
- 2009 : 49e

## Classements mondiaux
| Année                                 | 2007 | 2008 | 2009 | 2010 | 2011 | 2012 | 2013 | 2014 | 2015 | 2016 | 2017 | 2018  | 2019 | 2020 | 2021 |
| ------------------------------------- | ---- | ---- | ---- | ---- | ---- | ---- | ---- | ---- | ---- | ---- | ---- | ----- | ---- | ---- | ---- |
| Calendrier mondial                    |      |      | 191e | nc   |      |      |      |      |      |      |      |       |      |      |      |
| Classement mondial                    |      |      |      |      |      |      |      |      |      | 940e | 419e | 1895e | 158e | 608e | 806e |
| UCI Europe Tour                       | 967e |      |      | 234e | 149e | 111e | 129e | 941e | 135e | 745e | 232e | 1270e | 130e | 494e | 622e |
| UCI Asia Tour                         | nc   |      |      | nc   | nc   | nc   | nc   | 120e | 50e  | nc   | nc   | 763e  |      |      |      |
| UCI Africa Tour                       | 150e |      |      | nc   | nc   | nc   | nc   | nc   | nc   | nc   | nc   | nc    |      |      |      |
|                                       |      |      |      |      |      |      |      |      |      |      |      |       |      |      |      |
| Légende : nc = non classéSource : UCI |      |      |      |      |      |      |      |      |      |      |      |       |      |      |      |